# Carol Maglio
Carol Maglio (Uberaba - MG, 29 de agosto de 1979) é uma produtora audiovisual e apresentadora brasileira.
Formada pela Universidade Federal de São Carlos (UFSCar), no curso de Imagem e Som, atualmente é apresentadora do programa Logo Ali, veiculado na TV Nova São Carlos.

## Biografia
Carol Maglio nasceu em Uberaba/MG, onde viveu até os 18 anos, quando se mudou para São Carlos/SP. Lá ingressou no Curso de Bacharelado em Imagem e Som da UFSCar. Ainda durante sua graduação, participou da produção de dois curtas-metragem.
 Em Estrela (2001 - 6'31"), atuou como roteirista e assistente de produção. F de Confraria (2002 - 18') foi seu primeiro trabalho como diretora e seu segundo como roteirista. Em seu ano, o curta participou de dezenas de festivais nacionais, recebendo a Menção Honrosa na categoria Ficção no Festival Vide Vídeo da UFRJ e a Menção Honrosa na categoria Vídeo no II Projeção Festival Universitário de Cinema e Vídeo. Nesta época, ainda assinava seus trabalhos como Carolina Maglio.
Em 2002, ingressou no grupo Em Cena e passou a editar programas para a TV Comunitária, entre eles o Momento Sesc, do qual é roteirista desde 2003.
Em 2005, junto com Andréia Rosa, criou o programa Logo Ali, uma revista eletrônica de turismo, cultura e variedades atualmente veiculado pela TV Nova São Carlos, da qual Carol é também gerente de produção.